# 嗅觉丧失
嗅觉丧失是指失去对一种或多种气味的检测能力，即嗅觉、味觉的喪失。嗅觉丧失可能是暂时或永久性的。
嗅觉丧失可能是由于多种因素引起的，包括鼻粘膜发炎、鼻腔通道阻塞或一个颞叶遭破坏。炎症是由于鼻旁窦内壁和中、上鼻甲的慢性粘膜變化所致。